# بطولة العالم للكرلنغ للناشئين
بطولة العالم للكرلنغ للناشئين (بالإنجليزية: World Junior Curling Championships) هي بطولة سنوية للكرلنغ تضم أفضل لاعبي الكرلنغ في العالم؛ الذين تبلغ أعمارهم 21 عامًا أو أقل. وتقام المنافسات للرجال والنساء في نفس المكان. تقام بطولة الرجال منذ عام 1975، وتقام بطولة السيدات منذ عام 1988. تعود أصول الحدث مع بطولة أونتاريو جونيور ماسترز للكرلنغ، والتي انطلقت في 1968. في 1973، تم رعاية البطولة من قبل شركة يونيرويال، وسُميت ببطولة يونيرويال الدولية للكرلنغ للناشئين. ظلت شركة يونيرويال هي الراعي الرسمي للحدث حتى عام 1990.